# Гаврилівська волость (Олександрівський повіт)
Гаврилівська волость — адміністративно-територіальна одиниця Олександрівського повіту Катеринославської губернії.
Станом на 1886 рік складалася з 8 поселень, 3 сільських громад. Населення — 11681 особа (5935 чоловічої статі та 5746 — жіночої), 1732 дворових господарств.
|                     | Площа, десятин | У тому числі орної, десятин |
| ------------------- | -------------- | --------------------------- |
| Сільських громад    | 36537          | 23931                       |
| Приватної власності | —              | —                           |
| Казенної власності  | 62             | 20                          |
| Іншої власності     | 240            | 120                         |
| Загалом             | 36839          | 24071                       |

Основні поселення волості:
- Гаврилівка — село при річці Кам'янка та балці Берестовій за 115 верст від повітового міста, 6350 осіб, 963 двори, православна церква, школа, богодільня, земська станція, 2 лавки, постоялий двір. За 7 верст — залізнична станція Краснокутівка.
- Іванівка — село при річці Вовчій, 4885 осіб, 708 дворів, православна церква, школа, 2 лавки.